# Rue Général Leman
La rue Général Leman (en néerlandais : Generaal Lemanstraat) est une rue bruxelloise de la commune d'Etterbeek en Belgique, qui va
de la place Jourdan à la place Van Meyel en passant par l'avenue d'Auderghem.

## Histoire et description
La rue porte le nom du lieutenant-général Gérard Leman (1851-1920).
La numérotation des habitations va de 3 à 145 pour le côté impair et de 2 à 168 pour le côté pair.

## Adresses notables
- no 74 : Institut de l'Enfant-Jésus
- no 95 : Section locale de la Croix-Rouge d'Etterbeek